# Capitale du Kazakhstan

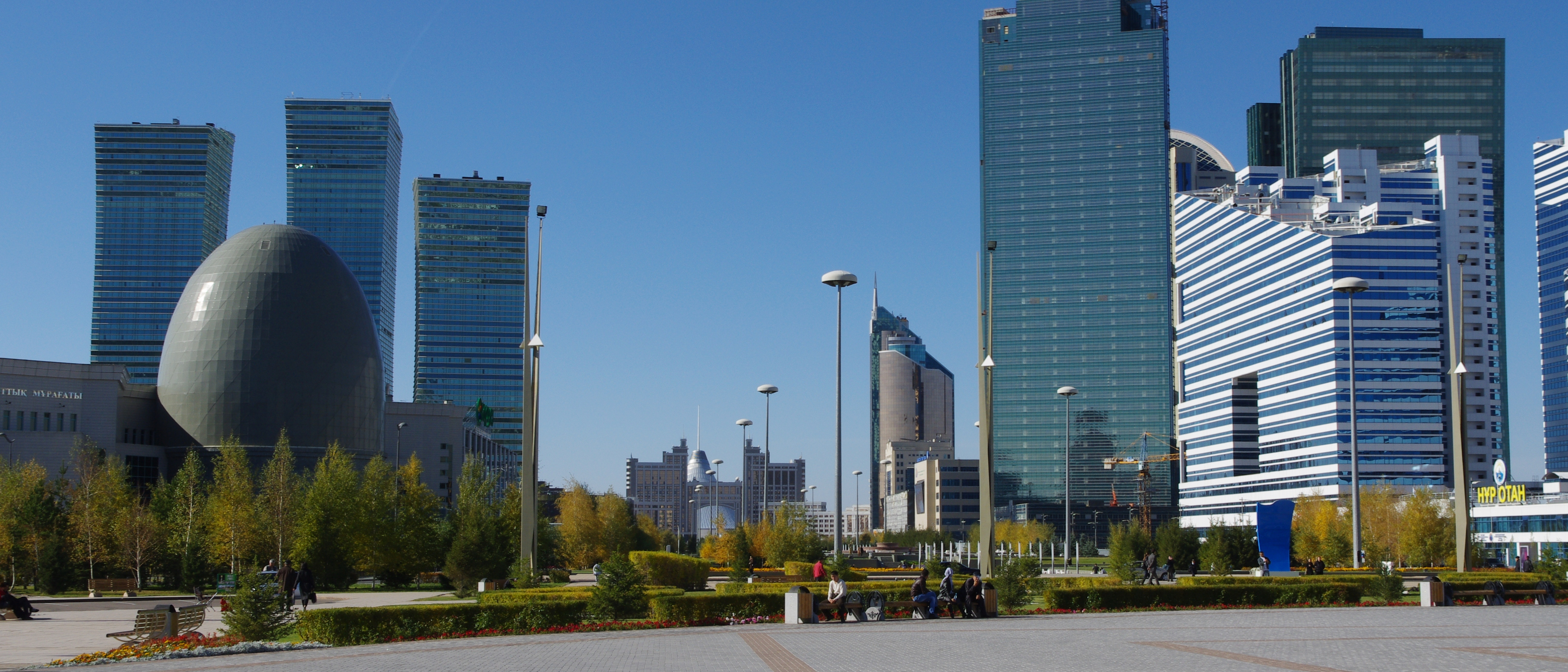
Astana.

Depuis 1917, le Kazakhstan a connu cinq capitales. Depuis 1997, la capitale est Astana. Les capitales précédentes étaient Alash-qala (aujourd'hui Semeï), Orenbourg, (aujourd'hui en Russie), Kyzylorda et Alma-Ata (aujourd'hui Almaty).

## Vue d'ensemble

### Alash-qala (1917-1920)
De 1917 à 1920, quand le pays était connu sous le nom d'Autonomie d'Alash, la capitale était Alash-qala, aujourd'hui Semeï.

### Orenbourg (1920-1925)
De 1920 à 1925, alors que le pays était désigné sous le nom de République soviétique socialiste autonome kirghize (à ne pas confondre avec son homonyme de 1926 à 1936, devenu l'actuel Kirghizistan), la capitale était Orenbourg, ville qui est devenue russe en 1925, lorsque la RSSA kirghize est devenue la RSSA kazakhe. 

### Kyzylorda (1925-1929)
Kyzylorda fut la première capitale de la République socialiste soviétique autonome kazakhe, entre 1925 et 1929. 

### Alma-Ata (1929-1997)
En 1929, Alma-Ata devint la quatrième capitale. Elle fut la capitale de la République socialiste soviétique autonome kazakhe de 1929 à 1936 puis de la République socialiste soviétique kazakhe pendant toute son existence. Elle fut également la capitale de la république du Kazakhstan de 1991, année de son indépendance, jusqu'à 1997, année du transfert de la capitale à Astana. 

### Astana (1997-)
Le changement de capitale d'Almaty à Astana était une idée de l’ancien président du pays, Noursoultan Nazarbaïev. De façon générale, Astana est une ville planifiée.
Le 20 mars 2019, Astana devient officiellement Nour-Soultan en hommage à l'ancien président Noursoultan Nazarbaïev. Elle reprend son nom d'Astana le 17 septembre 2022.

## Liste des capitales
| no | Capitale   | Période   | Entité étatique                                   |
| -- | ---------- | --------- | ------------------------------------------------- |
| 1  | Alash-qala | 1917-1920 | Autonomie d'Alash                                 |
| 2  | Orenbourg  | 1920-1925 | RSSA kirghize                                     |
| 3  | Kyzylorda  | 1925-1929 | RSSA kazakhe                                      |
| 4  | Alma-Ata   | 1929-1997 | RSSA kazakhe RSS kazakhe République du Kazakhstan |
| 5  | Astana     | 1997-     | République du Kazakhstan                          |

## Galerie

La place centrale de Semeï.
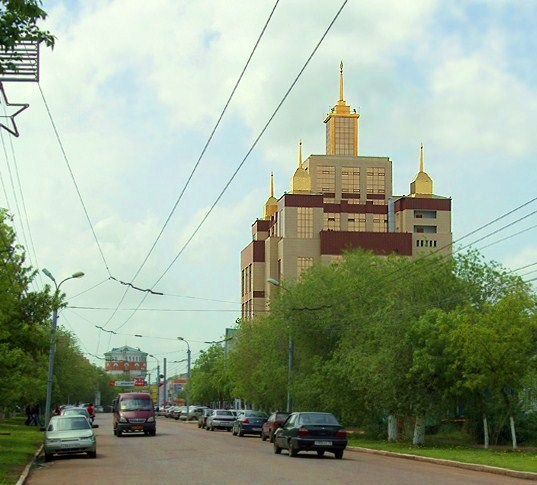
L'Université d'Orenbourg.
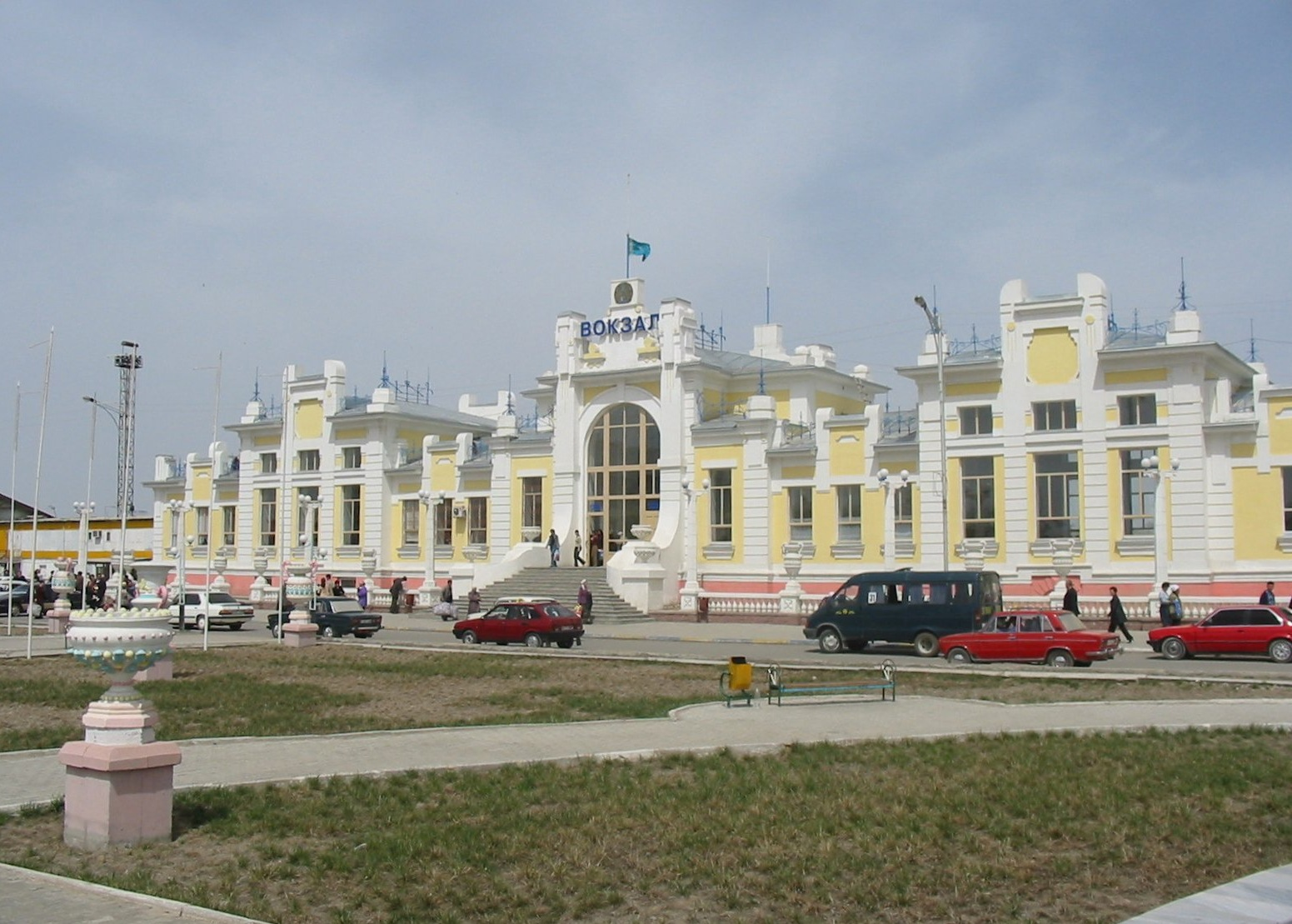
La gare de Kyzylorda.
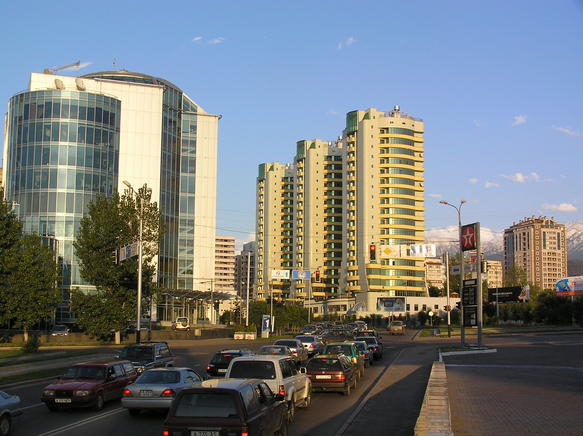
Almaty.